# Иджим (посёлок)
Иджим — упразднённый посёлок в Ермаковском районе Красноярского края. На момент упраздненпия входил в состав Араданского сельсовета. Упразднено в 2005 г.

## География
Располагался на левом берегу реки Ус в месте впадения в неё ручья Молоканный, в 18 км к северо-востоку от села Верхнеусинское.

## История
Основан в 1914 году как станция для рабочих, обслуживающих строительство Усинского тракта. По данным на 1926 год станция Усинской колесной дороги 175 км состояла из 1 хозяйства. В административном отношении входила в состав Верхне-Усинского сельсовета Усинского района Минусинского округа Сибирского края.

## Население
По данным переписи 1926 года на станции проживало 3 человека (1 мужчина и 2 женщины), основне население — русские.
Переписью 2002 года не учитывался. 